# Organic & Biomolecular Chemistry
Organic & Biomolecular Chemistry (abrégé en Org. Biomol. Chem.) est une revue scientifique à comité de lecture. Ce bimensuel publie des articles de recherches originales dans le domaine de la chimie organique.
D'après le Journal Citation Reports, le facteur d'impact de ce journal était de 3,562 en 2014. Le directeur de publication est Jay Siegel (Université de Zurich, Suisse).

## Histoire
Au cours de son histoire, le journal a plusieurs fois changé de nom :
- Journal of the Chemical Society B: Physical Organic, 1966-1971  (ISSN 0045-6470)
- Journal of the Chemical Society C: Organic 1966-1971  (ISSN 0022-4952)
- Journal of the Chemical Society, Perkin Transactions 1 1972-1999  (ISSN 0300-922X)
- Journal of the Chemical Society, Perkin Transactions 2 1972-1999  (ISSN 0300-9580)